# Liste der Baudenkmale in Bernau bei Berlin
In der Liste der Baudenkmale in Bernau bei Berlin sind alle denkmalgeschützten Gebäude der brandenburgischen Stadt Bernau bei Berlin sowie ihrer Ortsteile Birkholz, Börnicke, Ladeburg, Lobetal und Schönow aufgeführt. Grundlage ist die Landesdenkmalliste mit dem Stand vom 31. Dezember 2021. Die Bodendenkmale sind in der Liste der Bodendenkmale in Bernau bei Berlin aufgeführt.

## Legende
In den Spalten befinden sich folgende Informationen:
- ID-Nr.: Die Nummer wird vom Brandenburgischen Landesamt für Denkmalpflege vergeben. Ein Link hinter der Nummer führt zum Eintrag über das Denkmal in der Denkmaldatenbank. In dieser Spalte kann sich zusätzlich das Wort Wikidata befinden, der entsprechende Link führt zu Angaben zu diesem Denkmal bei Wikidata.
- Lage: die Adresse des Denkmales und die geographischen Koordinaten. Link zu einem Kartenansichtstool, um Koordinaten zu setzen. In der Kartenansicht sind Denkmale ohne Koordinaten mit einem roten beziehungsweise orangen Marker dargestellt und können in der Karte gesetzt werden. Denkmale ohne Bild sind mit einem blauen bzw. roten Marker gekennzeichnet, Denkmale mit Bild mit einem grünen beziehungsweise orangen Marker.
- Bezeichnung: Bezeichnung in den offiziellen Listen des Brandenburgischen Landesamtes für Denkmalpflege. Ein Link hinter der Bezeichnung führt zum Wikipedia-Artikel über das Denkmal.
- Beschreibung: die Beschreibung des Denkmales
- Bild: ein Bild des Denkmales und gegebenenfalls einen Link zu weiteren Fotos des Baudenkmals im Medienarchiv Wikimedia Commons

## Denkmalbereiche
| ID-Nr.   | Lage                               | Bezeichnung                                                                                 | Beschreibung | Bild                                                                                        |
| -------- | ---------------------------------- | ------------------------------------------------------------------------------------------- | --- | ------------------------------------------------------------------------------------------- |
| 09175022 | Bernau bei Berlin (Lage)           | Satzung zum Schutz des Denkmalbereichs Stadtkern Bernau                                     | | Satzung zum Schutz des Denkmalbereichs Stadtkern Bernau                                     |
| 09175652 | Börnicke, Bernau bei Berlin (Lage) | Satzung der Stadt Bernau bei Berlin zum Schutz des Denkmalbereiches des Ortsteiles Börnicke | | Satzung der Stadt Bernau bei Berlin zum Schutz des Denkmalbereiches des Ortsteiles Börnicke |
| 09175942 | Hannes-Meyer-Campus 9 (Lage)       | Bundesschule des Allgemeinen Deutschen Gewerkschaftsbundes in Bernau                        | Die Bauhaus-Architekten Hannes Meyer und Hans Wittwer errichteten zwischen 1928 und 1930 auf einer vorher unbebauten Fläche in der Nähe der deutschen Hauptstadt die gewerkschaftliche (ADGB)-Bildungseinrichtung. UNESCO-Weltkulturerbe seit 2017. Das Areal ist nach Satzung zum Schutz des Denkmalbereichs „Bauhausdenkmal Bundesschule Bernau“ als Gesamtbereich geschützt. Es ist heute Teil der Siedlung Waldfrieden. | weitere Bilder                                                                              |

## Baudenkmale nach Ortsteilen

### Bernau bei Berlin
| ID-Nr.   | Lage | Bezeichnung | Beschreibung | Bild |
| -------- | --- | --- | --- | --- |
| 09175024 | (Lage) | Stadtbefestigung, bestehend aus Mauerring mit Steintor, Hungerturm, Pulverturm und Wallanlagen | Eine erste Stadtmauer bauten die Einwohner im Mittelalter aus Feldsteinen. Die bis zu 8 m hohe und 1500 m lange Mauer besaß an den drei Ausfallstraßen je ein Stadttor, und entlang der Befestigung gab es 42 Lughäuser (Wehrtürme) sowie zwei Rundtürme. Erhalten sind einige Lughäuser sowie das Steintor (siehe Bild). Im Jahr 2012 wurde das Mühlentor nach historischen Unterlagen wieder errichtet. | weitere Bilder |
| 09175333 | (Lage) | Gedenkstein für Wilhelm Külz, im Külzpark am Steintor | Der Gedenkstein für Wilhelm Külz ist ein etwa 50 Zentimeter hoher Gedenkstein aus behauenem Granit und steht am Rande der historischen Altstadt. Er wurde in Erinnerung an den deutschen Politiker und Gründungsvorsitzenden der Liberal-Demokratischen Partei Deutschlands Wilhelm Külz in der nach ihm benannten Parkanlage errichtet. | Gedenkstein für Wilhelm Külz, im Külzpark am Steintor |
| 09175070 | Alte Goethestraße 6 (Lage)                                                                                           | Wohnhaus | | Wohnhaus |
| 09175071 | Alte Goethestraße 8 (Lage)                                                                                           | Wohnhaus | | Wohnhaus |
| 09175023 | Am Henkerhaus 1 (Lage)                                                                                               | Henkerhaus | Das Henkerhaus wurde in der ersten Hälfte des 18. Jahrhunderts als Fachwerkhaus in Ständerbauweise errichtet. Beim Umbau des Gebäudes im 19. Jahrhundert erhielt es seine noch heute vorhandene Putzfassade. | Henkerhaus |
| 09175562 | An der Stadtmauer 14 (Lage)                                                                                          | Wohnhaus | | Wohnhaus |
| 09175442 | An der Stadtmauer 15 (Lage)                                                                                          | Wohnhaus | | Wohnhaus |
| 09175666 | Bahnhofsplatz 1 (Lage)                                                                                               | S-Bahnhof Bernau: Eingangsbau mit Schalterhalle, Treppenaufgang, Bahnsteig sowie Reparaturhalle mit Einfahrtsgleisen | Die Triebwagenhalle wurde 1922, knapp zwei Jahre vor der Aufnahme des elektrischen Vorortbetriebs (heute als S-Bahn bezeichnet) fertiggestellt. Sie war die erste ihrer Art im Berliner Raum. | weitere Bilder |
| 09175489 | Bahnhofsvorplatz (Lage)                                                                                              | Denkmal für die Opfer des Faschismus (OdF) | Das Denkmal für die Opfer des Faschismus erinnert an die Befreiung der Stadt von den Nationalsozialisten am 20./21. April 1945. | Denkmal für die Opfer des Faschismus (OdF) |
| 09175311 | Bahnhofstraße 9, Börnicker Straße 12 (Lage)                                                                          | Katholische Herz-Jesu-Kirche mit Pfarr- und Gemeindehaus (Nr. 12) Grundstückseinfriedung mit integriertem Hofgebäude | Die Herz-Jesu-Kirche wurde in den Jahren 1907/1908 nach Plänen des Charlottenburger Architekten Paul Ueberholz als einschiffige Hallenkirche im Stil norddeutscher Backsteingotik erbaut. | weitere Bilder |
| 09175050 | Berliner Straße 33 (Lage)                                                                                            | Gaststätte „Schwarzer Adler“ | Die heutige Gaststätte „Schwarzer Adler“ diente früher als Versammlungsort der Kalandbrüderschaften. In der DDR-Zeit war das Restaurant für sein Angebot an Pferdefleisch-Gerichten bekannt. | Gaststätte „Schwarzer Adler“ |
| 09175090 | Berliner Straße 37 (Lage)                                                                                            | Wohnhaus | | Wohnhaus |
| 09175051 | Berliner Straße 77, 79, Weißenseer Straße 1–11 (ungerade) (Lage)                                                     | Bauensemble | Die Gebäude der Berliner Straße reichen bis vor zur Weißenseer Straße. Direkt angebaut sind die Aufgänge Weißenseer Straße 1, 3 und 5. Dann folgt ein Durchgang zum Hof und versetzt, näher zur Straße hin, schließt sich der Trakt Weißenseer Straße 7, 9 und 11 an (unteres Bild). Direkt an der Ecke (Berliner Straße 79) gab es bis in die 1990er Jahre die Bernauer Niederlassung vom Konsum Berlin und Umgebung. Das Ladengeschäft wurde umgebaut und beherbergt seitdem die Parteizentrale der CDU Bernau. Genau gegenüber steht der denkmalgeschützte Gasometer. An der dritten Ecke dieser Straßenkreuzung wurde in den 2020er Jahren auf einer bis dahin als Parkplatz genutzten Fläche ein Wohn- und Geschäftshaus in geschwungener Fassade eingerichtet. | weitere Bilder |
| 09175997 | Brandenburgallee, Bussardweg 1-6, Habichtweg 1-7, Eichelhäherweg 1a, 2-7, Kurallee 49 (Lage)                         | Waldsiedlung Wandlitz (Wohnsitz der Mitglieder und Kandidaten des SED-Politbüros) mit: Haupttor/Wachgebäude, Abschnitten der Innenringmauer, 20 Funktionärswohnhäusern, Veranstaltungssaal des Funktionärsclubs, Frei- und Grünflächen sowie bildkünstlerischer Ausstattung | | weitere Bilder |
| 09175318 | Brauerstraße 12 (Lage)                                                                                               | Wohnhaus | | Wohnhaus |
| 09175319 | Brauerstraße 14 (Lage)                                                                                               | Wohnhaus | | Wohnhaus |
| 09175332 | Brauerstraße 16, 18 (Lage)                                                                                           | Mittelalterlicher Feldsteinkeller | | BW |
| 09175053 | Brauerstraße 20 (Lage)                                                                                               | Haus „Goldener Löwe“ | | Haus „Goldener Löwe“ |
| 09175120 | Breitscheidstraße 2 (Lage)                                                                                           | Wohnhaus | | Wohnhaus |
| 09175055 | Breitscheidstraße 11 (Lage)                                                                                          | Postamt | | weitere Bilder |
| 09175057 | Breitscheidstraße 32 (Lage)                                                                                          | Wohnhaus „Kaisergarten“ | | Wohnhaus „Kaisergarten“ |
| 09175059 | Breitscheidstraße 35 (Lage)                                                                                          | Wohnhaus | | Wohnhaus |
| 09175060 | Breitscheidstraße 37 (Lage)                                                                                          | Wohnhaus | | Wohnhaus |
| 09175061 | Breitscheidstraße 38 (Lage)                                                                                          | Wohnhaus | | Wohnhaus |
| 09175062 | Breitscheidstraße 40 (Lage)                                                                                          | Wohnhaus | | Wohnhaus |
| 09175063 | Breitscheidstraße 42 (Lage)                                                                                          | Wohnhaus | | Wohnhaus |
| 09175064 | Breitscheidstraße 49 (Lage)                                                                                          | Villa | | Villa |
| 09175065 | Breitscheidstraße 50 (Lage)                                                                                          | Amtsgericht | Das Amtsgericht – errichtet als neogotischer Backsteinbau – wurde 1903 fertiggestellt. Zum Gebäudekomplex gehört ein Erweiterungsbau aus dem Jahr 2003, der jedoch nicht unter Denkmalschutz steht. | weitere Bilder |
| 09175067 | Breitscheidstraße 58 (Lage)                                                                                          | Wohnhaus | | Wohnhaus |
| 09175316 | Brüderstraße 14 (Lage)                                                                                               | Wohnhaus | | Wohnhaus |
| 09175436 | Brüderstraße 16 (Lage)                                                                                               | Wohnhaus | | Wohnhaus |
| 09175996 | Brüderstraße 28/30, Parkstraße 1/3 (Lage)                                                                            | Eckbebauung mit Vorgärten und Gemeinschaftshof | Die Bebauung mit dreigeschossigen Plattenbauten entstand 1984/85 im Zuge der Umgestaltung der Bernauer Altstadt. Die Wohnungen besitzen Loggien auf der Seite zum Innenhof. | weitere Bilder |
| 09175068 | Bürgermeisterstraße 8 (Lage)                                                                                         | Adler-Apotheke | Die Adler-Apotheke ist die älteste Apotheke der Stadt. An ihrem heutigen Standort gab es 1698 die königliche Privatapothek. Das heutige steinerne Gebäude wurde im Jahre 1901 erbaut und erhielt nach zahlreichen Renovierungen und Umbauten ihr derzeitiges Aussehen. | Adler-Apotheke |
| 09175434 | Hannes-Meyer-Campus 1, 1a, 5, 6, 8–11 (Lage)                                                                         | Bundesschule des ADGB (einschließlich Lehrerwohnhäusern) mit Ergänzungsbauten aus den 1950er Jahren | Die Bundesschule des ADGB ist ein Komplex von Lehr- und Verwaltungsgebäuden, der zwischen 1928 und 1930 im Norden von Bernau bei Berlin errichtet wurde. | weitere Bilder |
| 09175330 | Heinersdorfer Straße 2–6 (gerade) (Lage)                                                                             | Gaswerk mit BAMAG-Kolbengasbehälter und Funktionsgebäuden, Wohn- und Verwalterhaus sowie Werkstatt- und Lagergebäude | Das Werk mit dem auffälligen Gasometer entstand im Jahr 1867, wie einem Giebelbild am nebenstehenden Gebäude zu entnehmen ist. Der etwa 9 m hohe Behälter ist auch von der vorbeiführenden Landesstraße 200 (ein Abschnitt der Bundesstraße 2) gut zu sehen. Jedes Frühjahr wird am Behälter großflächig für das über Bernau hinaus bekannte Hussitenfest geworben. | Gaswerk mit BAMAG-Kolbengasbehälter und Funktionsgebäuden, Wohn- und Verwalterhaus sowie Werkstatt- und Lagergebäude |
| 09175315 | Hohe-Stein-Straße 26–34 (gerade) (Lage)                                                                              | Straßenabschnitt Katzenellenbogen mit Pflasterung sowie Wohnhäusern und Hofbebauung der Grundstücke Hohe-Stein-Straße 26–34 | | Straßenabschnitt Katzenellenbogen mit Pflasterung sowie Wohnhäusern und Hofbebauung der Grundstücke Hohe-Stein-Straße 26–34 |
| 09175561 | Jahnstraße / Rüdnitzer Chaussee (Lage)                                                                               | Friedhofskapelle und neun Erbbegräbnisse: Familie Blanke, Familien Geesdorf und Griese, Familie Mühlenhaupt, Familien Altmann und Bach, Familie Schneider, Familie Alwin Bach, Familie Bach, zwei unbekannte Familien                                                       | | weitere Bilder |
| 09175324 | Karl-Marx-Straße 53–71, Schönower Chaussee 21, 23, Im Blumenhag 1–7 (ungerade), Anemonenstraße 24–30 (gerade) (Lage) | Genossenschaftssiedlung | | Genossenschaftssiedlung |
| 09175045 | Kirchgasse 2 (Lage)                                                                                                  | Schulhaus | | weitere Bilder |
| 09175044 | Kirchplatz (Lage) | Stadtpfarrkirche St. Marien | Die Stadtpfarrkirche St. Marien ist die evangelische Stadtpfarrkirche. Sie entstand vermutlich um das Jahr 1240 als romanische Basilika. Ein zweiter Kirchenbau entstand um das Jahr 1280 im Stil der Gotik. Zwischen 1400 und 1519 wurde die gotische Basilika in eine spätgotische Hallenkirche umgebaut. Der Feldsteinturm wurde 1839 abgerissen, an seiner Stelle 1846 errichtete die Kirchengemeinde bis 1846 den noch heute vorhandenen 57,4 Meter hohen Backsteinturm. | weitere Bilder |
| 09175046 | Kirchplatz 2 (Lage)                                                                                                  | Pfarrhaus | | Pfarrhaus |
| 09175047 | Kirchplatz 6 (Lage)                                                                                                  | Pfarrhaus | | Pfarrhaus |
| 09175048 | Kirchplatz 8 (Lage)                                                                                                  | Superintendentur mit Kirchgarten, Einfriedung und Heizhaus sowie Wegepflasterung | | Superintendentur mit Kirchgarten, Einfriedung und Heizhaus sowie Wegepflasterung |
| 09175049 | Kirchplatz 10 (Lage)                                                                                                 | Lateinschule | | weitere Bilder |
| 09175320 | Klementstraße 4, 6 (Lage)                                                                                            | Wohnhäuser | | Wohnhäuser |
| 09175043 | Marktplatz 2 (Lage)                                                                                                  | Rathaus | | weitere Bilder |
| 09175326 | Marktplatz 3, 5 (Lage)                                                                                               | Wohnhäuser | | Wohnhäuser |
| 09175312 | Mühlenstraße (Lage)                                                                                                  | Ehrenfriedhof für Gefallene der Roten Armee | Der Ehrenfriedhof für Gefallene der Roten Armee wurde 1947 in den Wallanlagen vor der nördlichen Stadtmauer gegenüber dem Kriegerdenkmal errichtet. Entworfen wurde die Anlage in den Kunstwerkstätten von Professor Lauermann. Zentrum des Ehrenmals ist ein etwa sechs Meter hoher steinerner Obelisk. Dessen Abschluss bildet eine Kanonenkugel, darauf ein vergoldeter Sowjetstern. An den Sockel des Obelisken angelehnt sind zwei bronzene Ehrenkränze. | weitere Bilder |
| 09175313 | Mühlenstraße (Lage)                                                                                                  | Denkmal für Gefallene der Kriege 1813, 1871, 1914–1918 | Das Kriegerdenkmal zeigt eine auf einer Säule stehende Statue der Siegesgöttin Viktoria. Es wurde 1890 am nördlichen Durchlass der historischen Stadtmauer nach Plänen des Bildhauers Friedrich Thiele im wilhelminischen Stil errichtet und am 19. Oktober 1890 eingeweiht. Ursprünglich erinnerte das Denkmal an die gefallenen Soldaten der Stadt aus dem Deutsch-Dänischen Krieg 1864, dem Preußisch-Österreichischen Krieg 1866 sowie dem Deutsch-Französischen Krieg 1870/71. | weitere Bilder |
| 09175328 | Mühlenstraße (Lage)                                                                                                  | Grabanlage und Grabstein für August Wernicke | Die Grabanlage ehrt den Stadtvorsteher August Wernicke. Der Grabstein besteht aus schwarzem Marmor. | Grabanlage und Grabstein für August Wernicke |
| 09175327 | Mühlenstraße 8, 10 (Lage)                                                                                            | Wohnhäuser | | Wohnhäuser |
| 09175329 | Mühlenstraße 19 (Lage)                                                                                               | Schule | | Schule |
| 09175310 | Mühlenstraße 20–26 (Lage)                                                                                            | Hospital St. Georg mit Hospitalgebäude und Kapelle sowie Einfriedung | Hospital St. Georg | weitere Bilder |
| 09175331 | Schönower Chaussee / Oranienburger Straße (Lage)                                                                     | Wasserturm | Der Wasserturm entstand 1909/1910 nach Plänen des Berliner Architekten Emil Prinz im Stil der Backsteingotik. Der Turm diente bis 1993 der Versorgung der Einwohner mit Trinkwasser. Dazu befand sich in seinem Turmkopf ein stählernes Wasserbecken mit einem Durchmesser von acht Metern und einer maximalen Füllhöhe von sieben Metern. | weitere Bilder |
| 09175609 | Schwanebecker Chaussee (Lage)                                                                                        | Heeresbekleidungsamt Bernau mit: Hauptgebäude, zwei seitlichen Riegelbauten, Magazingebäude, Haupteingang mit Vorplatz, zwei Wachhäuschen und angrenzenden Mauerabschnitten, zentraler Freifläche einschließlich gärtnerischer Gestaltung                                   | Gebaut von der Wehrmacht, von 1945 bis 1991 von der Roten Armee genutzt. Seit dem Abzug der sowjetischen Truppen stehen die genannten Gebäude leer. | Heeresbekleidungsamt Bernau mit: Hauptgebäude, zwei seitlichen Riegelbauten, Magazingebäude, Haupteingang mit Vorplatz, zwei Wachhäuschen und angrenzenden Mauerabschnitten, zentraler Freifläche einschließlich gärtnerischer Gestaltung |
| 09175317 | Tuchmacherstraße 13 (Lage)                                                                                           | Kantorhaus | Das Kantorhaus wurde im Jahre 1583 in Ständerbauweise errichtet. Es ist das älteste erhaltene Fachwerkgebäude der Stadt. | weitere Bilder |
| 09175323 | Ulitzkastraße 9 (Lage)                                                                                               | Wohnhaus | | Wohnhaus |
| 09175563 | Weinbergstraße 67 (Lage)                                                                                             | Wohnhaus und Wirtschaftsgebäude | | Wohnhaus und Wirtschaftsgebäude |

### Birkholz
| ID-Nr.   | Lage                           | Bezeichnung | Beschreibung | Bild           |
| -------- | ------------------------------ | ----------- | --- | -------------- |
| 09175346 | Birkholzer Dorfstraße (Lage)   | Kirche      | Die Dorfkirche Birkholz wurde im 3. Viertel des 13. Jahrhunderts aus sorgfältig behauenen Feldsteinen errichtet. Die dendrochronologische Untersuchung des erhaltenen Chordachstuhls ergab eine Datierung der Hölzer in das Jahr 1266. Bis zum Jahr 1972 führte Befall mit Hausschwamm zu einer starken Neigung des Turmhelms, der deshalb „vorsorglich“ durch Beschluss des Gemeindekirchenrats Schwanebeck/Birkholz gesprengt wurde – dabei entstand jedoch großer Schaden am eigentlichen Gotteshaus, an dem nicht vorher geräumten historischen Inventar und den wertvollen Kulturschätzen. Nur die Chorseite blieb erhalten und konnte eingeschränkt ab 1992 nach Restaurierung und Sicherung für Gottesdienste, Konzerte und ähnliches genutzt werden. 1993 wurde die Dorfkirche Birkholz zum Denkmal erklärt. 2002 gründete sich ein Förderverein, der den originalgetreuen Wiederaufbau der Kirche – in der Silhouette von 1829 mit Turm – zum Ziel hat. Dieser klassizistische Turm wurde 1829 vom Regierungsbauinspektor Salomo Sachs entworfen und unter seiner Bauleitung errichtet. Er war Mitarbeiter von Karl Friedrich Schinkel und neben Meno Burg der einzige Jude im preußischen Staatsdienst. An dem Turmprojekt waren auch Carl-Justus Heckmann als Kupferschmied und der Vergolder Carl August Mencke aus Berlin beteiligt. | weitere Bilder |
| 09176316 | Birkholzer Dorfstraße 9 (Lage) | Vierseithof | Hofanlage mit Wohnhaus, zwei Stallgebäuden, Scheune, Pflasterung und straßenseitiger Einfriedung | weitere Bilder |

### Börnicke
| ID-Nr.   | Lage                                  | Bezeichnung | Beschreibung | Bild             |
| -------- | ------------------------------------- | --- | --- | ---------------- |
| 09175457 | Börnicker Dorfstraße 5 (Lage)         | Wohnhaus | | Wohnhaus         |
| 09175083 | Börnicker Dorfstraße 20 (Lage)        | Gutsarbeiterhaus | | Gutsarbeiterhaus |
| 09175353 | Ernst-Thälmann-Straße (Lage)          | Kirche | | weitere Bilder   |
| 09175073 | Ernst-Thälmann-Straße 1, 2, 2a (Lage) | Gutsanlage, bestehend aus altem Gutshaus, neuem Gutshaus (Schloss), Gärtnerwohnhaus, Orangerie, Wirtschaftshof, Park und Einfriedung | Das Gutshaus (Schloss) entstand in den Jahren von 1909/11 in einem für die damalige Zeit modern wirkenden Stil, da er nicht in der üblichen wilhelminischen Bauweise errichtet wurde. | weitere Bilder   |

### Ladeburg
| ID-Nr.   | Lage                         | Bezeichnung | Beschreibung | Bild                                           |
| -------- | ---------------------------- | --- | --- | ---------------------------------------------- |
| 09175835 | Alte Lanker Straße (Lage)    | Anlagen und Gebäude der ehemaligen Luftwaffenkaserne, bestehend aus einem Stabsgebäude mit Funkturm, sieben Schutzbauwerken (Bunker) und einer Kfz-Halle | Nordöstlich von Ladeburg, westlich der L 31 nach Lanke, im Wald. | BW                                             |
| 09175084 | Alte Lanker Straße 31 (Lage) | Zollhaus mit Hofbebauung | | Zollhaus mit Hofbebauung                       |
| 09175080 | Alte Lanker Straße 34 (Lage) | Wohnhaus | | Wohnhaus                                       |
| 09175367 | An der Kirche (Lage)         | Kirche | Die evangelische Kirche wurde Mitte des 13. Jahrhunderts errichtet. In der zweiten Hälfte des 19. Jahrhunderts wurde sie erneuert und um Turm, Vorhalle und Apsis ergänzt. | Kirche                                         |
| 09175087 | An der Kirche 6 (Lage)       | Wohnhaus | | Wohnhaus                                       |
| 09175452 | Rüdnitzer Straße 4 (Lage)    | Hofanlage mit Wohnhaus und Wirtschaftsgebäuden | | Hofanlage mit Wohnhaus und Wirtschaftsgebäuden |

### Lobetal
| ID-Nr.   | Lage                 | Bezeichnung                                                    | Beschreibung | Bild           |
| -------- | -------------------- | -------------------------------------------------------------- | ------------ | -------------- |
| 09176337 | Alt-Lobetal 1 (Lage) | Saal „Alt Lobetal“ (ehemalige Lazaruskirche) und Christusfigur |              | weitere Bilder |

### Schönow
| ID-Nr.            | Lage                   | Bezeichnung                                                                              | Beschreibung | Bild                                                                                     |
| ----------------- | ---------------------- | ---------------------------------------------------------------------------------------- | --- | ---------------------------------------------------------------------------------------- |
| 09175608          | Dorfstraße (Lage)      | Kaiserdenkmal                                                                            | Das Denkmal für die deutschen Kaiser Wilhelm I. und Friedrich III. wurde 1889 eingeweiht. Im Jahr 2007 wurde es von der Restauratorenwerkstatt Schötschel und Bluhm aus Biesenthal abgebaut und von Oliver Guhr denkmalgerecht saniert. Mit einem Festakt und der Versenkung einer neuen Gründungsurkunde wurde es wieder eingeweiht.                                                                                                 | Kaiserdenkmal                                                                            |
| 09175386          | Dorfstraße (Lage)      | Ehrenmal für ermordete Antifaschisten, auf dem Anger                                     | | Ehrenmal für ermordete Antifaschisten, auf dem Anger                                     |
| 09175387          | Dorfstraße (Lage)      | Gedenktafel für Elli Voigt, auf der Rückseite des Ehrenmals für ermordete Antifaschisten | Elli Voigt | Gedenktafel für Elli Voigt, auf der Rückseite des Ehrenmals für ermordete Antifaschisten |
| 09175383 Wikidata | Dorfstraße 15 (Lage)   | Kirche                                                                                   | Um 1850 begann der Anbau des Westturmes und das Kirchengebäude wurde gotisierend verändert: Fensteröffnungen vergrößert, auf der Ostseite erhielt es eine Apsis. Auf dem Dach des Kirchenschiffes wurde ein Dachreiter für die Glocke aufgesetzt. Als um 1970 die Glockenaufhängung nicht mehr stabil genug war, kam sie in den Turm. Sie stammt aus dem Jahr 1847 und wurde nach der Inschrift von Theodor Voß aus Stettin gegossen. | weitere Bilder                                                                           |
| 09175384          | Dorfstraße 17 (Lage)   | Wohnhaus und Wirtschaftsgebäude                                                          | | Wohnhaus und Wirtschaftsgebäude                                                          |
| 09175385          | Schulstraße 37b (Lage) | Dorfschule                                                                               | | Dorfschule                                                                               |